# Французский хаус
Французский хаус или френч-хаус (англ. French house), также фильтрованный хаус или фильтр-хаус (англ. filter house), френч-тач (англ. French touch, дословно — «французское прикосновение») и тек-фанк (англ. tekfunk) — жанр хаус-музыки, берущий начало от французских исполнителей, экспериментировавших со смешением стилей евродиско и хаус в первой половине 1990-х годов. Развил мировую известность к началу 2000-х годов, уже за счёт иных исполнителей.

## Характеристики
Основой звука является предпочтительность частотных срезов и фэйзеров, аналогично использовавшихся в евродиско конца 1970-х. В середине 2000-х в среднем темп такой музыки колеблется от 110 до 130 ударов в минуту.

## История

### 1990-е: происхождение и коммерческий успех
Развитию жанра во Франции поспособствовала популяризация электронной танцевальной музыки в Европе на «пост-диско» пространстве. В Германии в те годы уже приобрёл известность краут-рок, противопоставленный как танцевальный менее ритмичным стилям рока конца 1970-х. В Англии на основе появления движения «Новой Волны» в 1980 году возник и ускоренным темпом набирал популярность электропоп. В самой Франции же, как и в Бельгии со Швейцарией, отдавали предпочтение группам Cerrone и Space, возникшим во второй половине 1970-х как представители спейс-рока и спейс-диско в Европе. Постепенно это звучание изменилось до синти-диско, став также популярным и в Италии. А к концу 1980-х, в годы рассвета хауса, на европейскую сцену в большем количестве повлияли композиции чикаго-хауса, с элементами т. н. «джэкинга».
Треки Тома Бангальтера, изданные на основанном им лэйбле Roule, могут считаться самыми ранними попытками установления хаус-музыки во Франции. Его сольная карьера и пребывание в Daft Punk и Stardust значительно повлияли на французскую хаус-сцену вплоть до середины 90-х.
Впервые эксперимент французов приняла Великобритания и множество европейских диджеев, но лишь 1998 год принес коммерческий успех. С 1999 года, он стал актуальным и на всемирно известной Ивисе (Испания). Сам термин обрёл популярность только в начале 2000-х.
Возрастающая популярность френча составляла значительную конкуренцию электро. Популярность жанра не упала и с началом нового тысячелетия. The Superman Lovers, Bob Sinclar, Etienne de Crécy, Benjamin Diamond и Modjo популярны до сих пор.

### 2000-е: влияние на другие жанры и перерождение
Французский хаус повлиял на известного EDM-продюсера Бенни Бенасси и, в частности, на создание им электро-дэнса. Этот недолго проживший стиль был весьма популярным с 2002 по 2004 года в континентальной Европе, представителями которого были Benassi Bros., Royal Gigolos, Global Deejays и Shana Vanguarde. Они получили вторую жизнь с созданием ремиксов в стиле электро-хаус, которые были актуальны и для представителей популярного в то время танцевального движения тектоникa.
Временами френч переплетается с другими жанрами, подобным сотрудничеством известны Martin Solveig, Laurent Wolf, David Guetta и другие. Их работы относят как к хаус музыке в целом, так и к поп-музыке.
Жанр имел вторую волну перерождения в середине 2000-х, когда появились исполнители, скрещивающие изначальный жанр с популярным в то время электро-хаусом и вдохновляясь музыкой движения нью-рейв и дэнс-панк, это направление получило название френч-электро. Наиболее значимыми исполнителям этой волны считаются Justice, SebastiAn, и другие.

## Значимые исполнители
Основными творцами жанра называются Daft Punk, Cassius и Etienne de Crécy, ставшими успешно признанными во всем мире. Благодаря популярности в клубах и поддержке большинства звукозаписывающих компаний, Daft Punk выпустили дебютный альбом Homework, вошедший в лучшую десятку множества английских чартов и ставшего наиболее продаваемым французским альбомом со времен Жана-Мишеля Жарра.